# Castrezzato
Castrezzato là một đô thị trong tỉnh tỉnh Brescia thuộc vùng Lombardia, Ý. Đô thị này có diện tích 13 km², dân số 6252 người. Các đơn vị dân cư trực thuộc là: Campagna, Bargnana, Monticelle. Các đô thị giáp ranh gồm: Castelcovati, Chiari, Coccaglio, Comezzano-Cizzago, Rovato, Trenzano